# کارکس ابنوپتا
کارکس ابنوپتا (نام علمی: Carex obnupta) نام یک گونه از سرده جگن است.